# Orelsan
Aurélien Cotentin, známý pod pseudonymem Orelsan (1. srpna 1982 Alençon) je francouzský rapper, zpěvák, skladatel, herec, režisér a scenárista.
Přezdívka Orelsan se skládá z jména „Orel“, zdrobněliny jeho křestního jména Aurélien, ale jde také o akronym francouzských slov: Opérationnel, Rationnel, Exceptionnel, Leusté. Přípona „-san“, pak pochází z japonštiny a je projevem přátelskosti v hovorové mluvě. Orelsan je totiž velkým fanouškem japonské Mangy.
Orelsan vydal čtyři studiová alba: debutové Perdu d'avance dne 16. února 2009, druhé album Le chant des sirens dne 26. září 2011, třetí album La fête est finie dne 20. října 2017 a čtvrté album Civilization dne 19. listopadu 2021. Spolu s rapperem Gringem tvoří také polovinu francouzského hiphopového dua Casseurs Flowters, se kterým vydal dvě studiová alba: Orelsan et Gringe est les Casseurs Flowters v roce 2013 a původní soundtrack k jejich filmu z roku 2015 Comment c'est far .
Orelsan bývá přirovnáván k americké rapové legendě Eminemovi – především pak proto, že oba jsou prominentní bílí rappeři a oba jsou známí svou schopností přepínat nebo kombinovat rozličné rapové techniky.

## Mládí
Orelsan vyrostl v Alençonu. Jeho otec byl ředitel školy, matka učitelka. Když mu bylo kolem dvanácti, poslouchal hlavně rock a metal (Nirvana, Iron Maiden, Guns N' Roses, AC/DC atd.). Skrze basketbal a skateboarding se ale dostal do světa rapu. Tomuto žánru také rychle propadl: "Způsob popisu každodenního života, hustota textů a obrazů. Učil jsem se texty nazpaměť, NTM, IAM… Překládal jsem i texty Public Enemy. Dostal jsem se do rap game, rapoval jsem pro zábavu."

## Hudební kariéra

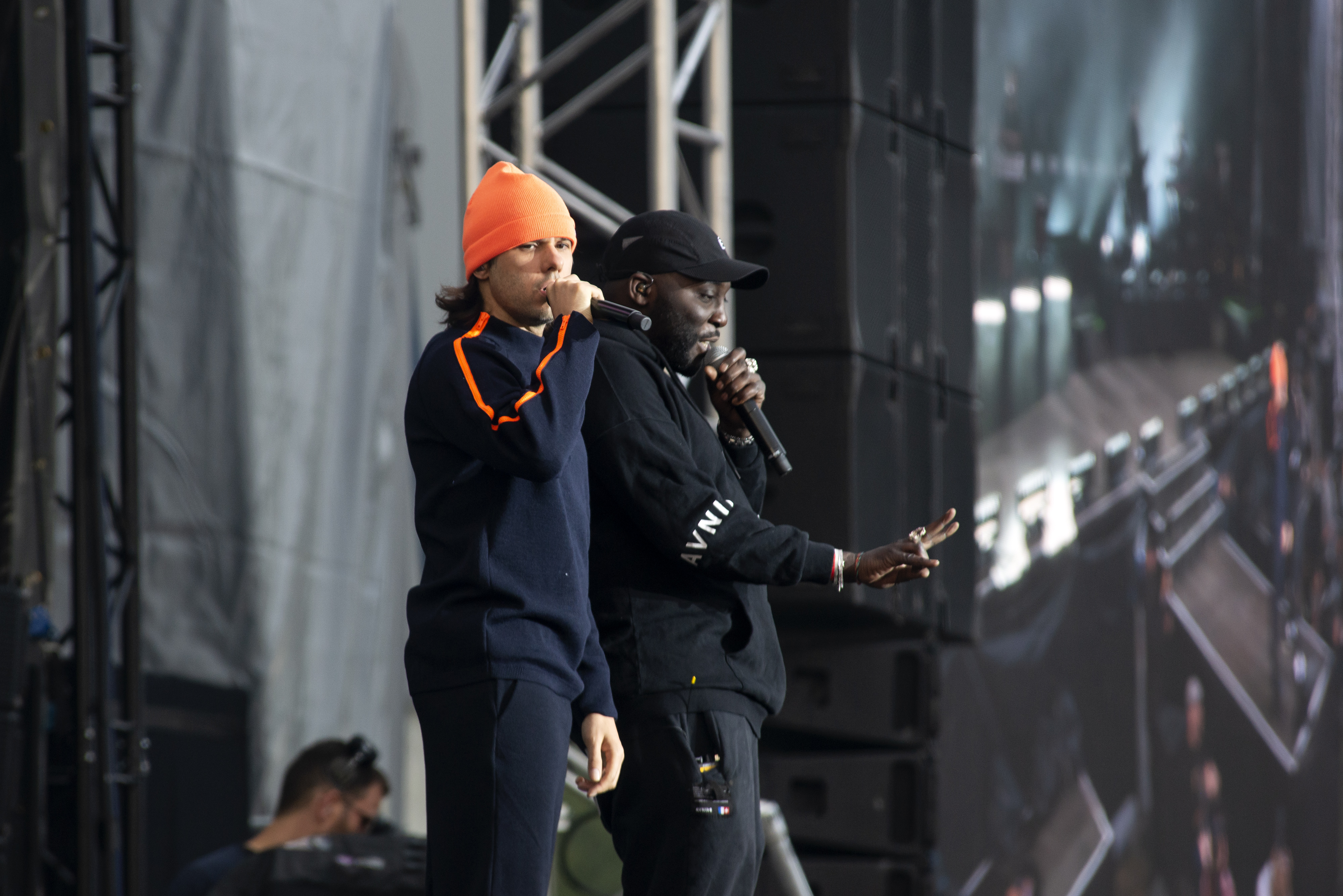
Orelsan při vystoupení

Orelsan začal rapovat kolem roku 2002. Nejdříve prorazil na internetu díky portálu Myspace s písní Saint-Valentin a později v roce 2008 díky skladbě s názvem Change. Jeho první studiové album Perdu d'avance vyšlo v roce 2009. Ve stejné době se také rozhořela kontroverze kolem písně Sale Pute, obviněné z podněcování k násilí na ženách. Album se nicméně stalo veřejným úspěchem, získal zlatou desku a nominaci na Constantinovu cenu.
Druhé album Le Chant des Sirens, vydané v roce 2011, dosáhlo na dvojitou platinu a získalo dvě ceny Victoires de la Musique.
Se svým přítelem Gringem založili Casseurs Flowters na začátku roku 2000. V roce 2013 vydali album Orelsan et Gringe sont les Casseurs Flowters, které bylo certifikováno jako platinové. Na konci roku 2015 Orelsan spolurežíroval film o dvou lidech, kteří tvoří hudbu 10 let a nikdy nedokončí ani jednu píseň, Comment c'est loin. Soundtrack k tomuto filmu byl rovněž certifikován jako platinový. Oba přátelé si také zahráli v krátkém pořadu Bloqués vysílaném v letech 2015–2016 na Canal+ a na YouTube, kde má každá epizoda několik milionů zhlédnutí. Tyto inscenace umožnily Orelsanovi popularizovat svoji postavu ztraceného a rezignovaného třicátníka, který ale neztrácí kreativního ducha ani nekonvenční humor.
Od roku 2016 je také francouzským dabérem Saitamy pro anime adaptaci mangy One Punch Man. V roce 2017 se vrátil k hudbě singlem Basique, kterým ohlásil vydání jeho třetího sólového alba: La fête est finie. Album dosáhlo na diamantový disk a vyhrálo tři Victoires de la Musique. V roce 2018 také hostoval ve skladbě La Verité na albu Jeannine od francouzského rappera Lomepala.
Jeho čtvrté album Civilization vyšlo 19. listopadu 2021.

## Diskografie

### Sólová alba
- 2009 : Perdu d'avance
- 2011 : Le Chant des sirènes
- 2017 : La fête est finie (reedice v roce 2018 La fête est finie – Épilogue)
- 2021 : Civilisation

### Spolupráce

#### Casseurs Flowters
- 2003 : Fantasy : Épisode -1
- 2013 : Orelsan et Gringe sont les Casseurs Flowters
- 2015 : Comment c'est loin (bande originale du film homonyme)

#### Ostatní
- 2010 : The Experience (avec Diversidad)